# Lino Fumagalli
Lino Fumagalli (ur. 13 maja 1947 w Rzymie) – włoski duchowny katolicki, biskup Viterbo w latach 2011-2022.

## Życiorys
Święcenia kapłańskie otrzymał 24 lipca 1971 i został inkardynowany do diecezji Porto i Santa Rufina. Przez wiele lat pracował jako duszpasterz parafialny. W latach 1978–1999 był wykładowcą papieskiego kolegium w Anagni, a w latach 1984-1993 pełnił funkcję rektora. W latach 1981–1999 wykładał także na Papieskim Uniwersytecie Gregoriańskim. Był też dyrektorem regionalnego centrum ds. powołań i wikariuszem biskupim ds. duszpasterskich i życia konsekrowanego.
31 grudnia 1999 papież Jan Paweł II mianował go ordynariuszem diecezji Sabina-Poggio Mirteto. Sakry  biskupiej udzielił mu 20 lutego 2000 kard. Lucas Moreira Neves.
11 grudnia 2010 został ordynariuszem diecezji Viterbo, zaś 24 lutego 2011 kanonicznie objął urząd.
7 października 2022 papież Franciszek przyjął jego rezygnację z urzędu biskupa Viterbo.